# Richard Lavoie
 (juin 2022).
Richard Lavoie est un réalisateur, producteur, scénariste, monteur et directeur de la photographie né le 15 novembre 1937 à Québec (Canada). Il est le fils d’Herménégilde Lavoie (1908-1973), pionnier du cinéma québécois.  

## Reconnaissances
Producteur, réalisateur, directeur photo et monteur de la plupart de ses films, Richard Lavoie a vu son travail honoré et primé tout au long de sa carrière. En 1986, l’Alliance de la Vidéo et du cinéma indépendant du Canada l’honore pour « l’ensemble de son œuvre et sa contribution exceptionnelle à la cinématographie québécoise ». Elle déclare à cette occasion: « Richard Lavoie utilise ce pouvoir du cinéma d’allier fiction et information pour en faire un outil dynamique et stimulant de connaissance, le regard du documentaire s’enrichissant de couleurs nouvelles, celles de la fantaisie, de l’humour et de la curiosité… » En 1996, c’est le prix des Arts Maximilien-Boucher de la Société nationale des Québécois de Lanaudière qui veut mettre en valeur « la qualité et l’originalité de son œuvre, l’étendue de sa renommée et son rayonnement dans la société culturelle ». Et en 1998, le prix du Conseil à la création artistique en région : « pour ses réalisations qui ont contribué à enrichir notre patrimoine culturel ». En 2009, le Conseil des arts et des lettres du Québec lui décerne sa prestigieuse bourse de carrière qui souligne « sa longue démarche artistique marquée par l’innovation et sa contribution importante à la vitalité de la culture québécoise ». En 2014, l’Association des réalisateurs et réalisatrices du Québec le nomme réalisateur émérite. En septembre de la même année, le Festival de Cinéma de la ville de Québec lui rend hommage et présente plusieurs de ses films ainsi qu’un coffret de six DVD et un CD, intitulé : Richard Lavoie, ses films, son regard… contenant 27 de ses principales réalisations ainsi qu’un livret qui décrit sa période d’apprentissage avec son père Herménégild Lavoie,,.

## Filmographie

### Production et réalisation
- 2019: Le Nadine... On a accusé les morts[1]
- 2016: Aristide Gagnon... le huitième jour[5],[6]
- 2011: Quais-Blues (production Les Années Lumière)[7]
- 2005: Le Temps des Madelinots[8]
- 2003: Le Soleil de Nuligak[9]
- 2000: Confidences d'une fanfare
- 1998: Charles Daudelin des mains et des mots
- 1998: Le Travail et après
- 1997: Le Commando de l'infiniment petit
- 1997: Les Gouttes d'eau qui font les fleuves
- 1997: Meilleures pratiques en grandes cultures
- 1995: Conversation sur le sol vivant
- 1995: Conversation sur la transition écologique
- 1995: Moi mon lait
- 1994: Rang 5
- 1993: Retour à l'herbe
- 1989: Le Trou du Diable (coproduction ACPAV)
- 1987: Comment Samba devint vice-roi
- 1986: Le trésor de Mastro Lukas
- 1984: Des voiles et des hommes  
  - Des personnages à voiles dans le Saint-Laurent
  - Une première Transat à Québec
  - Ougolok Rossii, un petit morceau de Russie
- 1983: L'odyssée de la Marie-Clarisse
- 1980-81: Série Les Belles Folies       
  - Jean St-Germain illimité
  - Albertine l'éternelle jeunesse
  - Poupées du pays plus haut
  - À la recherche du grand teint
  - Une aventure de curiosité
  - La petite école à la maison
  - L'épave de la dune de l'Est
- 1978: Voyage en Bretagne intérieure
- 1977: Une Drôle de ballade
- 1977: 15 façons de regarder l'hiver et d'en rire
  - Salut grand-mère
  - Samedidon
  - Et titonton et titontaine
  - Vent du nord
  - -20 Celsius
  - Les Voyageurs
  - Hivernage
  - Le Lendemain
  - Je glisse tu glisses...
  - Himalaya
  - Le Temps de l’Avent
  - Mister Thomas Morgan
  - Mush unakamun (Le chant de l’orignal)
  - La Tribu
  - En sol
- 1976: Herménégilde, vision d'un pionnier du cinéma québécois, 1908-1973[10]
- 1974: Franc-Jeu
- 1974: Guitare[11]
- 1973: 5 courts métrages de fiction (Office de la protection du consommateur) 
  - Le contrat
  - Le dossier de crédit
  - Le vendeur itinérant
  - La carte de crédit
  - La publicité destinée aux enfants
- 1972: La Cabane
- 1972: Au Grand Théâtre de Québec
- 1971: Katak et Kuktuk se racontent et chantent
- 1971: Place Royale
- 1970: Atelier sur la gestion scolaire
- 1970: L'Avale-mots
- 1970: Pathologie et linguistique
- 1970: On ne fera pas rire de nous autres
- 1970: Catamaran
- 1968: Pourquoi c'est Faire
- 1968: Le Poste de la Baleine
- 1967: La Métamorphose
- 1967: Te retrouver Québec
- 1967: Le repas à l'école
- 1966: Le Prix de l'eau[12]
- 1966: La Maternelle esquimaude de Fort-Chimo
- 1965: Champs d'action
- 1964: Noël à l’Île-aux-Grues
- 1964: L'Exposition provinciale de Québec
- 1964: Dialogue avec la Terre
- 1963: Les Cobayes
- 1959: César
- 1958: Rencontres dans l'invisible

### Production, coréalisation ou apports techniques sur d'autres films (liste non exhaustive)
- 2006: Mike Birch – Le cowboy des mers (production)
- 1997: Le souffle d’Élian (direction photo)
- 1992: Nocturne (direction photo et production)
- 1990: Sachem (direction photo et production)
- 1984: Mélodie, ma grand-mère (direction photo)
- 1982: Nicaragua sandinista (direction photo et coproduction)
- 1981: Salut Québec (direction photo et production)
- 1979: La tradition de l’orgue au Québec (direction photo)
- 1971: L’enfer blanc (4 films) (montage et coproduction)
- 1964: Diary of a Quebecer (direction photo et coréalisation)
- 1961: Franciscaines missionnaires (coréalisation)
- 1960: Opération survie (montage et coréalisation)
- 1960: Itarnitak (montage et coréalisation)
- 1960: Produits de santé (direction photo, montage et coréalisation)
- 1960: Quebec gateway to Canada’s new wealth (direction photo et coréalisation)
- 1959: Ancillae Domini (direction photo et coréalisation)
- 1957: Stop (direction photo, montage et coréalisation)

## Distinctions

### Prix et nominations
- Le Temps des Madelinots
  - Nomination meilleur documentaire, culture – Prix Gémeaux 2006
  - Nomination meilleure direction photo – Prix Gémeaux 2006
- Le Soleil de Nuligak
  - Mention spéciale CIFEJ (Centre international de film pour l'enfance et la jeunesse)
  - Carrousel international de films pour enfants de Rimouski, Canada, 2001
  - Deuxième prix fiction — Festival de film pour enfants de Chicago, 2003
- Confidences d’une fanfare
  - Sélection officielle — Festival international des films francophones de Namur en Belgique, 2000
  - Nomination pour le meilleur documentaire – Association québécoise des critiques de cinéma, 2001
- Charles Daudelin des mains et des mots
  - Nomination — Prix Jutra 1999
  - Meilleur documentaire — Grand Prix du meilleur film étranger, Rhode Island International Film Festival, USA, 1998
- Rang 5
  - Prix meilleur long métrage — Association québécoise des critiques de cinéma, 1996
  - Prix cinéma — Office des communications sociales du Canada, 1996
  - Prix spécial du jury pour sa contribution au patrimoine — Festival international de la vidéo de Montréal, 1996
- Le souffle d’Élian (direction photo, réalisation Cimon Charest)
  - Meilleur court métrage – Rhode Island International Film Festival, USA
  - Prix spécial du jury – Yorkton Short Film and Video Festival, 1997
  - Meilleur film – Seizaine de Brno, République tchèque, 1998
- Nocturne (direction photo, réalisation Isabelle de Blois)
  - Premier prix, meilleure photographie – Yorkton Short Film and Video Festival, 1992
- Le trou du diable
  - Premier prix – National Speleological Society of USA, 1992
  - Nomination meilleur long métrage au Canada – Prix Génie 1990
- Comment Samba devint vice-roi (réalisé au Mali)
  - Mention très spéciale – Vues d’Afrique, Montréal, 1988
  - Nomination — Prix Gémeaux, 1987
- Le trésor de Mastro Lukas, (réalisé à Chypre)
  - Nomination Prix Gémeaux, 1987
- Katak et Kuktuk se racontent et chantent (réalisé à Kujuak, en inuktitut)
  - Sélection au Bilan du Film Ethnographique présidé par Jean Rouch à Paris, 1982
- Une aventure de curiosité
  - Meilleur film, Gerbe d’or – Yorkton Short Film and Video Festival, 1980
- Une Drôle de ballade
  - Nomination — Grand Prix international du cinéma pour enfants, Terre des hommes, Enfilm, 1979
- La cabane
  - Participation — Festival international de film pour enfants de Téhéran, 1973
  - Mention spéciale – Festival international de films pour la jeunesse, Paris, 1978
  - Mention spéciale — Carrousel de films pour enfants de Rimouski
  - Deuxième prix fiction — Festival de films pour enfants de Chicago, 2003
- Pourquoi c’est Faire
  - Primé — Festival de films de Dinard en France, 1970
  - Mention spéciale – Festival de Marienbad, Tchécoslovaquie, 1971
- Rencontres dans l’invisible
  - Primé — Festival de films expérimentaux de Barcelone, 1958

### Évènements et hommages
1975 — Rétrospective à la Cinémathèque québécoise 
1986 — Prix de la vidéo et du cinéma indépendant du Canada « pour l’ensemble de son œuvre et sa contribution exceptionnelle au cinéma indépendant ».
1996 — Prix des Arts Maximilien-Boucher de la Société nationale des Québécois de Lanaudière, qui a voulu mettre en valeur « la qualité et l’originalité de son œuvre, l’étendue de sa renommée et sa popularité auprès de la population, son rayonnement dans la société culturelle… »
1996 — Rétrospective à la Cinémathèque québécoise
1997 — Lancement de Rang 5 en France en grande première sur les Champs Élysées, à Paris, en compagnie des principaux artisans et acteurs du film et de l’élite du milieu agricole de France. Suivirent plusieurs projections du long métrage en Bretagne et en Normandie. 
1998 — Prix du Conseil à la création artistique en région
« Le Conseil des arts et des lettres du Québec attribue ce prix à Richard Lavoie pour ses réalisations qui ont contribué à enrichir notre patrimoine culturel en faisant la lumière sur des peuples et des individus qui forment le tissu de notre identité collective… »
1997 — Hommage 60 ans de cinéma à Québec, Herménégild et Richard Lavoie 
La Mondiale de films et de vidéos en collaboration avec le musée de la Civilisation à Québec 
2001 — Prix Hommage — Conseil de la culture de Lanaudière
2007 — Hommage à Richard Lavoie au Musée de la Civilisation à Québec
2007 — Lauréat Le Soleil — Radio-Canada (28/10/07)
2007 — Rétrospective au cinéma Le Clap (décembre 2007)
2011 — Bourse de carrière, Conseil des arts et des lettres du Québec
Le Conseil des arts lui décerne cette prestigieuse bourse qui souligne : « sa longue démarche artistique marquée par l’innovation et sa contribution importante à la vitalité de la culture québécoise… »
2012  — Rétrospective Rétrospective Richard Lavoie au Festival du film de Saint-Séverin
2014 — Hommage à la Cinémathèque québécoise, lancement du coffret : Richard Lavoie, ses films, son regard (6 DVD, 27 films)
2014 — Nomination « membre émérite » — Association des réalisateurs et réalisatrices du Québec 
« ...pour l’ampleur de sa carrière de réalisateur et sa contribution à la profession… La richesse et la diversité de ses nombreuses réalisations font preuve d’une démarche artistique hors norme qui s’est exprimée du court au long métrage et de la fiction au documentaire en passant par l’expérimental... Les œuvres de Richard Lavoie ont touché tous les publics, enfants comme adultes, et enrichi le patrimoine cinématographique québécois par leur engagement social et leur humanisme. »
2014 — Hommage et présentation de plusieurs de ses films au Festival de cinéma de la ville de Québec